# Kómos

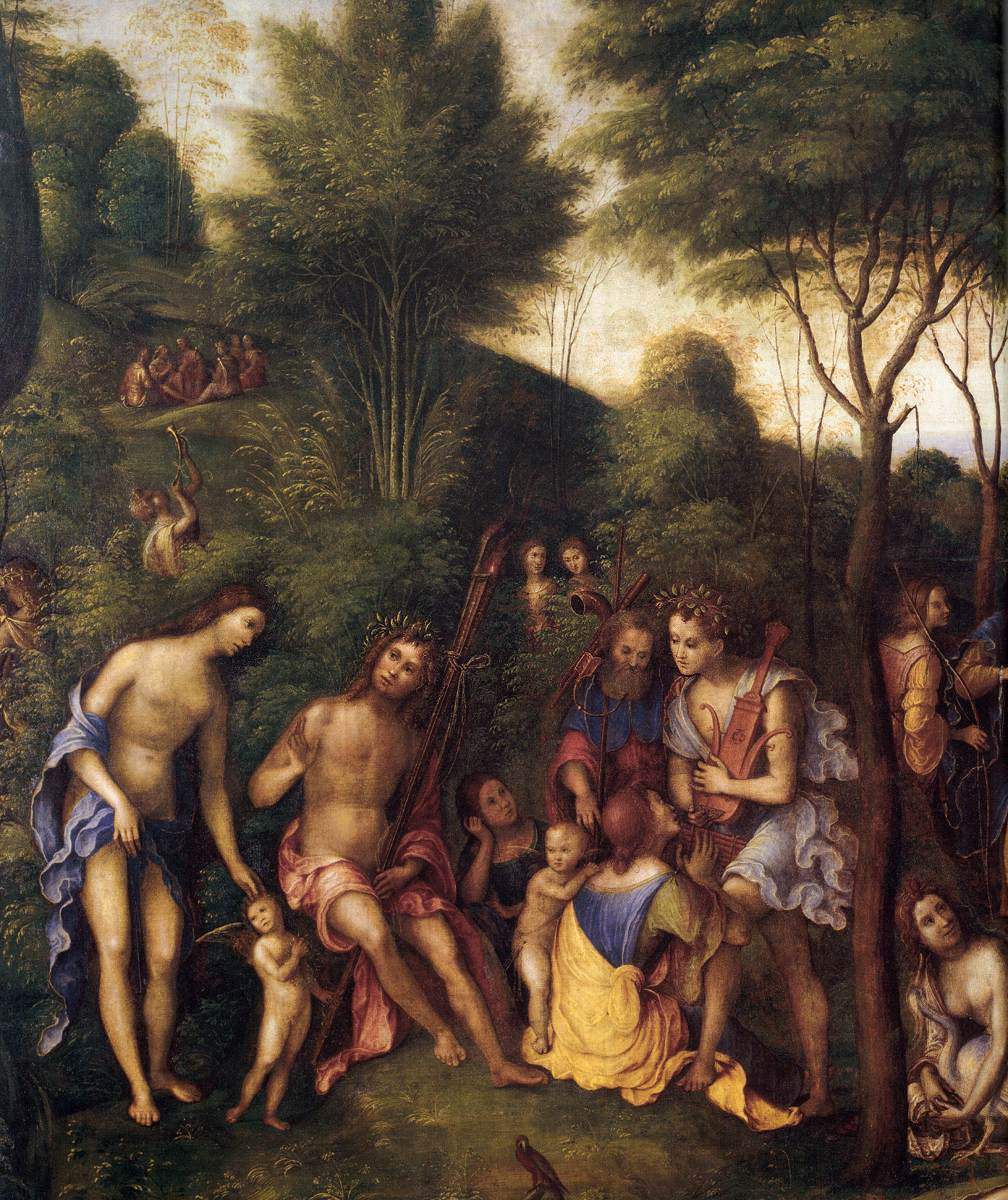
Detail obrazu Regno di Como „Vláda Kómova“ s Kómem uprostřed, Lorenzo Costa a Andrea Mantegna, cca 1506 až 1511, tempera na plátně

Kómos (starořecky Κῶμος „oslava, hýření, pitka“, latinsky Comus) je starořecký daimón či bůh radovánek, hýření a veselí.

## Charakteristika
Nejstarší známá zmínka o tomto božstvu pochází až z 3. století n. l. – z díla Obrazy Filostrata z Lemnu jež popisuje obrazy v neapolské galerii. To zmiňuje daimóna tohoto jména jemuž lidé vděčí za své hýření, jež je zobrazen jako mladík na prahu dospělosti jež usnul z přílišného pití vína. Taktéž zmiňuje jiný obraz, na kterém je Dionýsos doprovázen satyry, bakchantkami, silény a nakonec Gelem „smích“ a Kómem. Kromě tohoto díla je Kómos zmiňován jen v Nonnově eposu Dionýsiaka z přelomu 4. a 5. století.

## Kómos v umění
John Milton ve své masce Comus z roku 1634 označuje za Kómovy rodiče Dionýsa a Kirké, což je však básnická licence autora. Kómos se krátce objevuje v masce Pleasure Reconciled to Virtue od Bena Jonsona, a v opeře Les fêtes de Paphos od J.-J. de Mondonvilla.
Coby jedna z větších rolí je Kómos přítomen v operách Les Plaisirs de Versailles od M.-A. Charpentiera, v Králi Artušovi od H. Purcella a J. Drydena.